# 靈幻先生
《靈幻先生》是一部香港电影，於1987年上映，由林正英、吕方、楼南光、吴耀汉、午马、元奎主演。

## 劇情簡介
江湖術士茅山明（吳耀漢飾）法術不精，但鬼點子層出不窮，經常帶著大寶（呂方飾）和小寶二鬼騙吃騙喝。在為富豪譚百萬驅鬼之時遇到厲鬼，連夜逃走。深夜時分，茅山明闖進寂靜之村；當時村莊遭受邪祟馬賊騷擾，戒備森嚴。茅山明被保安隊長（樓南光飾）誤作馬賊抓獲，幸虧道長九叔（林正英飾）及時出現才逃過一劫。正在此時，馬賊殺到，經過一場大戰，村民成功將馬賊擊退。因一場紛爭，大寶小寶被九叔收去。茅山明從此認識到人鬼殊途的道理，決定和二鬼分手，然大寶卻被擅長法術的馬賊擄去，並讓大寶攻擊穿道士袍的人，而悍匪王婆則去救兩個作為人質的同伴，結果死在井底，然而兩個同伴的鬼魂上了同鎮人的身……

## 演員表
| 角色名稱 | 演員   | 備註                                     |
| -------- | ------ | ---------------------------------------- |
| 九叔     | 林正英 | 茅山道士，小鎮有威望，為人正義，開設義庄 |
| 阿強     | 樓南光 | 九叔徒弟，小鎮保安隊長                   |
| 阿德     | 班潤生 | 九叔徒弟，小鎮保安副隊長                 |
| 茅山明   | 吳耀漢 | 稱茅山俠道士，明叔，江湖騙財求生         |
| 大寶     | 呂方   | 明叔收服的小鬼                           |
| 小寶     | 何建威 | 明叔收服的小鬼                           |
| 王婆     | 王玉環 | 馬賊幫首領，心狠手辣                     |
| 山狗     | 張榮祥 | 賊婆同黨                                 |
| 山豬     | 朱斗   | 賊婆同黨                                 |
| 買辦洪   | 洪金寶 | 客串                                     |
|          | 午馬   | 客串                                     |
|          | 元奎   | 客串                                     |
|          | 葉榮祖 | 客串                                     |
|          | 劉秋生 | 保安隊員                                 |
| 阿福     | 李志傑 | 保安隊員，被馬賊鬼魂附身                 |
| 阿壽     | 周金江 | 保安隊員，被馬賊鬼魂附身                 |
| 譚百萬   | 譚一清 | 家裡鬧鬼請明叔驅魔                       |
|          | 金彪   |                                          |
|          | 劉晃世 |                                          |
|          | 夏國榮 |                                          |
| 女鬼     | 蕭紅梅 | 客串 被明叔放出來的女鬼                  |
|          | 葉璿   | 白衣女鬼                                 |